# Рякучяй
Рякучяй (лит. Rėkučiai) — село в восточной части Литвы. Входит в состав Швенченеляйского староства Швянчёнского района. В 2011 году население села составило 35 человек.

## География
Село находится в северной части района в Аукштайтском национальном парке на западном берегу озера Ваюонис. Расстояние до Швенчёнеляя (центр староства) составляет 16 км, до Швенчёниса (центр района) 17 км.

## История
С 1793 года после второго раздела Речи Посполитой Рякучяй (Rekucie), как и вся Вилейщина, входила в состав Российской империи, Виленской губернии.
В 1921 — 1945 гг. деревня в составе Польской Республики Виленского воеводства.

## Население
| 1846                           | 1902 | 1905 | 1931 | 1959 | 1970 |
| ------------------------------ | ---- | ---- | ---- | ---- | ---- |
| 78                             | 184  | 221  | 212  | 171  | 150  |
| 1979                           | 1986 | 1989 | 2001 | 2011 | -    |
| 110                            | 99   | 88   | 65   | 35   | -    |
| Гистограмма динамики населения |      |      |      |      |      |